# Seniorat szarysko-zempliński
Seniorat szarysko-zempliński (słow. Šarišsko-zemplínsky seniorát) – jeden z senioratów Dystryktu Wschodniego  Ewangelickiego Kościoła Augsburskiego Wyznania na Słowacji z siedzibą w Marhaniu. Został utworzony w 1953] roku. Na seniorat składają się 24 zbory z 25 537 członkami.
Seniorem jest mgr Martin Chalupka, konseniorem mgr Martin Chalupka i mgr Marek Cingeľ, a senioralnym kuratorem - dr Marián Damankoš.

## Historia
Po ustanowieniu Republiki Czechosłowackiej pierwszy Synod nowego kraju odbył się w Trenczyńskich Cieplicach w dniach od 18 stycznia do 24 maja 1921 roku. Synod przyjął nową konstytucję kościelną, która potwierdzała podział kościoła na dwa dystrykty: Zachodni i Wschodni.
Po przyjęciu konstytucji kościelnej z 1953 roku seniorat szarysko-zempliński został włączony w skład Dystryktu Wschodniego razem z senioratami: gemerskim, koszyckim, liptowsko-orawskim, tatrzańskim i turczańskim.
Przynależność administracyjna senioratu nie zmieniła się wraz z przyjęciem nowej konstytucji w 1993 roku w Uhnovcu.

## Zbory
Bardejów, Bystré, Giraltovce, Hanušovce nad Topľou, Chmeľov, Chmeľovec, Chminianske Jakubovany, Kladzany, Kuková, Lopúchov, Marhaň, Merník, Michalovce, Nemcovce, Pozdišovce, Preszów, Richvald, Sabinov, Soľ, Trebišov, Vranov nad Topľou, Vyšný Žipov, Zlaté, Žehňa.